# Tre Deckare löser Hostande drakens gåta
Alfred Hitchcock och Tre deckare löser Hostande drakens gåta (originaltitel Alfred Hitchcock and the Three Investigators in The Mystery of the Coughing Dragon) är den fjortonde boken i den fristående Tre deckare-serien. Boken är skriven av Nick West 1970. Den utgavs i Sverige på svenska 1973 av B. Wahlströms bokförlag med översättning av Solveig Karlsson.

## Handling
I den lilla nedgångna staden Seaside börjar hundar försvinna. En man kontaktar Tre Deckare för att få hjälp att återfinna sin hund, och dessutom lösa mysteriet med den drake han säger sig ha sett stiga upp ur havet.